# لوچو فرناندس
لوچو فرناندِس (اسپانیایی: Lucho Fernandez‎؛ زادهٔ ۳۱ دسامبر ۱۹۸۴) که با نام‌های لوئیس فرناندِس و «پرلا» بازیگر و سلبریتی اهل اسپانیا است.
از فیلم‌ها یا برنامه‌های تلویزیونی که وی در آن نقش داشته‌است، می‌توان به افراد خودی، تجربه فراطبیعی سه‌بعدی، فیزیک یا شیمی و دختران تلفنچی اشاره کرد.